# Pasquale Stanzione
Pasquale Stanzione (Solopaca, 3 luglio 1945) è un giurista italiano.
È garante per la protezione dei dati personali dal 29 luglio 2020.

## Biografia
Nato in Provincia di Benevento, è stato professore ordinario di Istituzioni di Diritto privato presso la facoltà di Giurisprudenza dell'Università degli Studi di Salerno dal 1984 ad oggi. Consigliere della Banca d'Italia a Salerno e Giudice tributario presso la Commissione tributaria provinciale. È presidente dell'Unione giuristi cattolici dell'Archidiocesi di Salerno nonché componente del Consiglio nazionale di presidenza. Nel marzo 2005 è eletto dalla Camera dei deputati componente laico del Consiglio di Presidenza della giustizia amministrativa (2005-2009), di cui è stato altresì vicepresidente. È membro dell'Associazione italiana di diritto comparato e della Société de législation comparé.
Già preside della Facoltà di Giurisprudenza dell'Università di Salerno (2000-2008), nella sua carriera, ha insegnato anche Diritto privato comparato, Diritto processuale civile, Diritto bancario, Diritto e legislazione notarile e Diritto di famiglia. È stato coordinatore del dottorato di ricerca in "Diritti della persona e comparazione". Componente della Commissione scientifica  del CIRB - Centro interuniversitario di ricerca bioetica, è fondatore e curatore scientifico della rivista giuridica online "Comparazione e diritto civile". È stato professore straordinario di diritto privato presso la Link Campus University di Roma e presidente del comitato scientifico del CERSIG (Centro di Ricerca sulle Scienze Giuridiche dello stesso ateneo romano).

## I lavori giuridici
La sua produzione scientifica, cui si accompagna una intensa attività di organizzazione e partecipazione a numerosi Convegni nazionali e internazionali, si sofferma in particolare su temi che concernono la tutela, sia in campo economico che nelle relazioni personali, della dignità e integrità della persona umana.
Particolare è l'attenzione verso le cosiddette minorità, termine di suo conio divenuto usuale nella materia: minori, disabili, anziani, ma anche il consumatore-persona nei suoi rapporti con i professionels o il malato nell'ambito del rapporto di cura e via enumerando.
Oltre alla monografia del 1975 - Capacità e minore età nella problematica della persona umana, Napoli, Jovene, 1975, pp. 442 - che ha inciso profondamente nella dottrina e nella giurisprudenza, attraverso l'elaborazione della nozione di "capacità di discernimento" del minore e dell'incapace per infermità di mente, si citano gli studi Scelte esistenziali e autonomia del minore (1983); Principi costituzionali e diritto di famiglia nell'esperienza spagnola (1984); Transessualismo e tutela della persona (1984); L'età dell'uomo e la tutela della persona: gli anziani (1989); le voci in tema di Capacità e di Persona nell'Enciclopedia del diritto Treccani (1989 e 1990); Per una sintesi unitaria nella difesa del consumatore (1994); La tutela del consumatore tra liberismo e solidarismo (1998); le voci in tema di Transessualismo e Anziani nell'Enciclopedia del diritto; il saggio su Minorità e tutela della persona umana (2000); sui Garanti per l'infanzia e interesse del minore (2000); La disciplina giuridica dei trapianti (2000); La nuova disciplina dell'adozione (2002); Diritti esistenziali della persona, tutela delle minorità e Drittwirkung nell'esperienza europea (2002).
D'altro canto, la produzione scientifica si estende a profili ancora più tecnici, seppure pervasi dalla peculiare sensibilità per la garanzia delle situazioni esistenziali: tra i tanti, ad esempio, Condizioni meramente potestative e situazioni creditorie (1981); Situazioni creditorie meramente potestative (1982); Comunione legale tra coniugi e responsabilità patrimoniale (1984); Rinnovazione e disdetta del rapporto di locazione ad uso abitativo (1985); Servizio cambiario e responsabilità del notaio (1992); Sull'impresa familiare nell'ordinamento italiano (1993); Clausole compromissorie, arbitrato e tutela dei consumatori (1996); Le reti metropolitane di telecomunicazione al servizio del cittadino e dell'impresa (2000); Commercio elettronico, contratto e altre categorie (2001); La responsabilità del professionista (2007) e via enumerando.

## Opere
Pasquale Stanzione è autore o coautore di molteplici libri, tra cui:
- Nozioni giuridiche fondamentali, Padova, 2010.
- Manuale di diritto privato, II ed., Torino, 2009.
- La tutela extragiudiziale nel sistema turistico, Salerno-Catanzaro, 2008.
- Commentario al Codice del Consumo, Milano, 2006.
- Minori e diritti fondamentali, Milano, 2006.
- Professioni e responsabilità civile, Bologna-Roma, 2006.
- Il diritto privato della Pubblica Amministrazione, Padova, 2006.
- La moneta elettronica: profili giuridici e problematiche applicative, Milano, 2006.
- Tutela dei soggetti deboli, Torino, 2005.
- Procreazione assistita. Commento alla legge 19 febbraio 2004 n. 40, Milano, 2004.
- La nuova disciplina della privacy, Torino, 2004.
- Prassi contrattuali e tutela del consumatore, Milano 2004.
- Remissione e rinunzia, Milano, 2004.
- Codice dell'ordinamento sportivo, Napoli, 2004.
- Diritto privato. Lineamenti istituzionali 2003.
- Certezza e mercato. Le clausole abusive nei contratti commerciali , Benevento, 2002.
- Commercio elettronico e categorie civilistiche, Milano, 2001.
- Filiazione e procreazione assistita, Milano, 2001.
- Le adozioni nella nuova disciplina, Milano, 2001.
- Il nuovo ordinamento dello stato civile, Milano, 2001.
- La disciplina giuridica dei trapianti (legge 1º aprile 1999 n. 91), Milano, 2000.
- Attività sanitaria e Responsabilità civile, Milano, 1998.